# Kawasaki P-1
Kawasaki P-1 (původně P-X a XP-1) je námořní protiponorkový a hlídkový letoun japonských námořních sil sebeobrany vyvinutý společností Kawasaki Heavy Industries. Do operační služby byl typ přijat v roce 2013.

## Vývoj

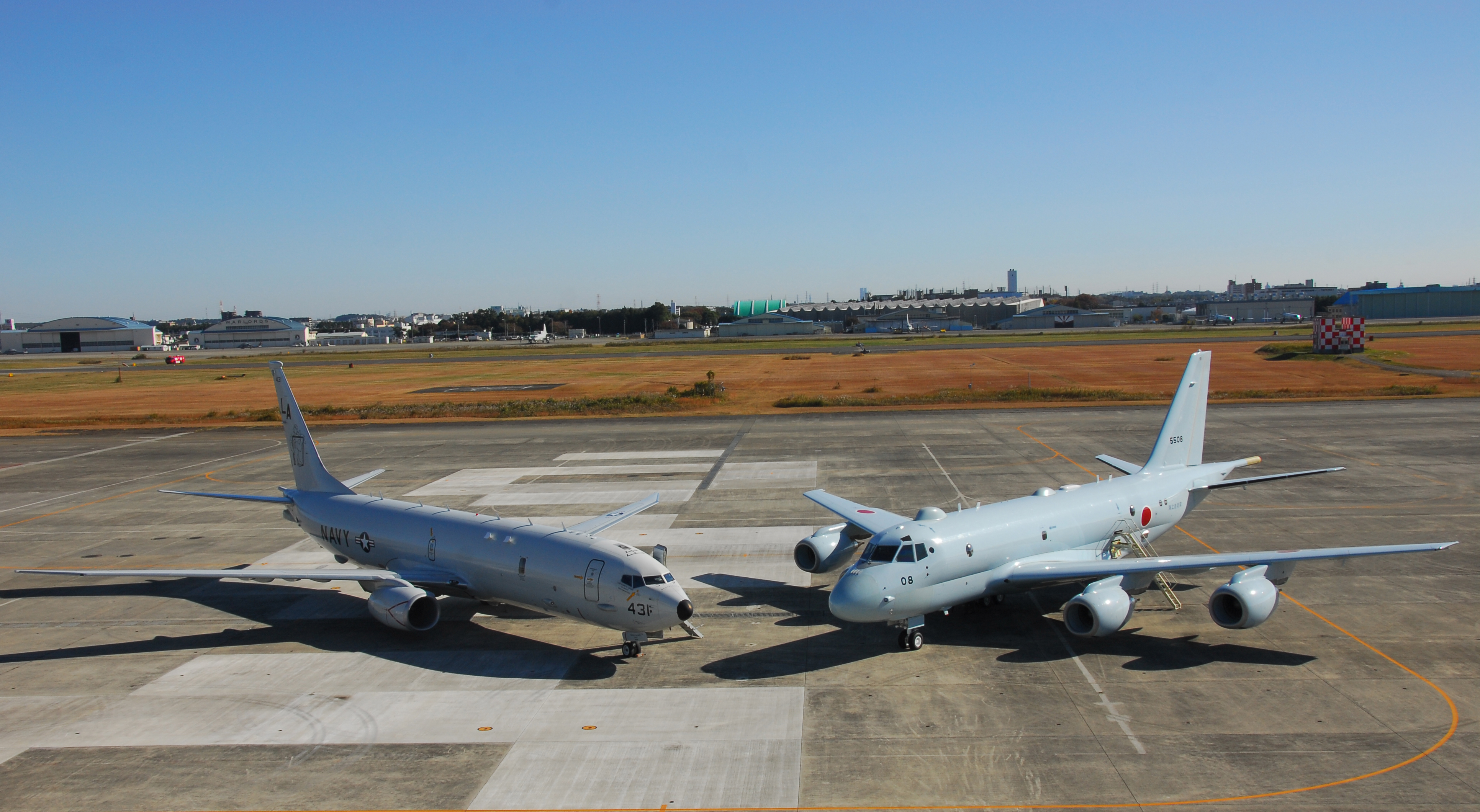
Srovnání nejnovětšího amerického hlídkového letounu Boeing P-8 Poseidon a Kawasaki P-1

Program vývoje hlídkového letounu P-X, který by ve službě nahradil stárnoucí hlídkové stroje Lockheed P-3C Orion, byl zahájen roku 2001. Součástí tohoto zbrojního programu byl i vývoj transportního letounu C-X (později XC-2, nyní Kawasaki C-2), který měl s typem P-X sdílet řadu komponentů. To se však podařilo splnit jen v malé míře. V listopadu roku 2001 byla vývojem obou letounů pověřena společnost Kawasaki. Slavnostní roll-out prototypu XP-1 proběhl v červenci 2007 a tento prototyp poprvé vzlétl v září 2007. Od srpna 2008 do března 2010 byly japonskému ministerstvu obrany předány čtyři prototypy k testování. Na základě zkoušek byly například zesíleny trup a palivová nádrž.

## Konstrukce

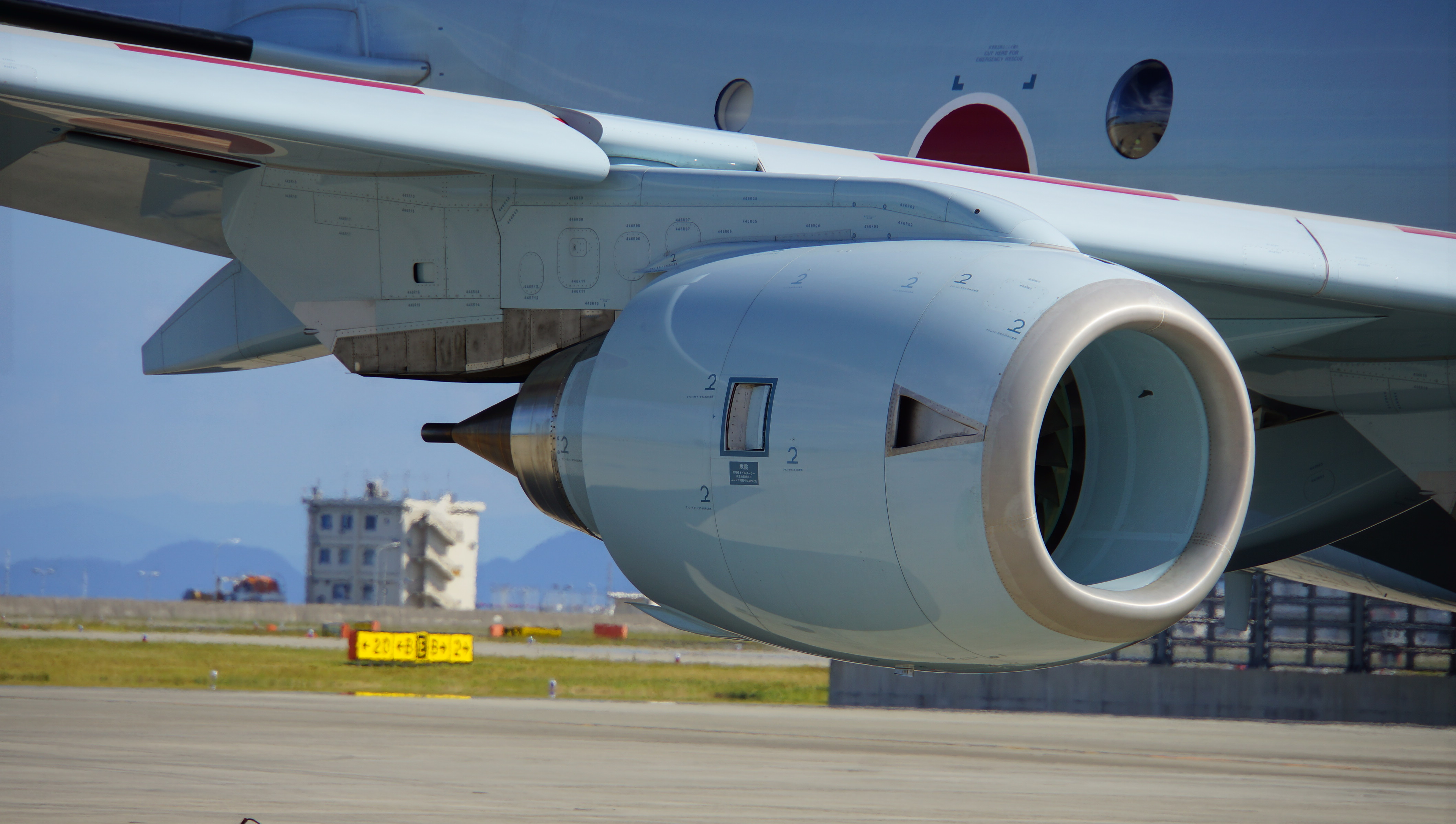
Detail motoru IHI Corporation F7-10

Hlídkový letoun P-1 je čtyřmotorový dolnoplošník klasické koncepce. Letoun je mimo jiné vybaven radarem Toshiba HPS-106 typu AESA a detektorem magnetických anomálií. K pátrání po ponorkách slouží z letounu shazované sonobóje. Výzbroj tvoří protilodní střely, protizemní střely, torpéda, miny, nebo hlubinné pumy do celkové hmotnosti cca 9000 kg, nesené v pumovnici a na osmi externích závěsnících. Letoun pohánějí čtyři dvouproudové motory Ishikawajima-Harima Heavy Industries F7-10.

## Zahraniční uživatelé

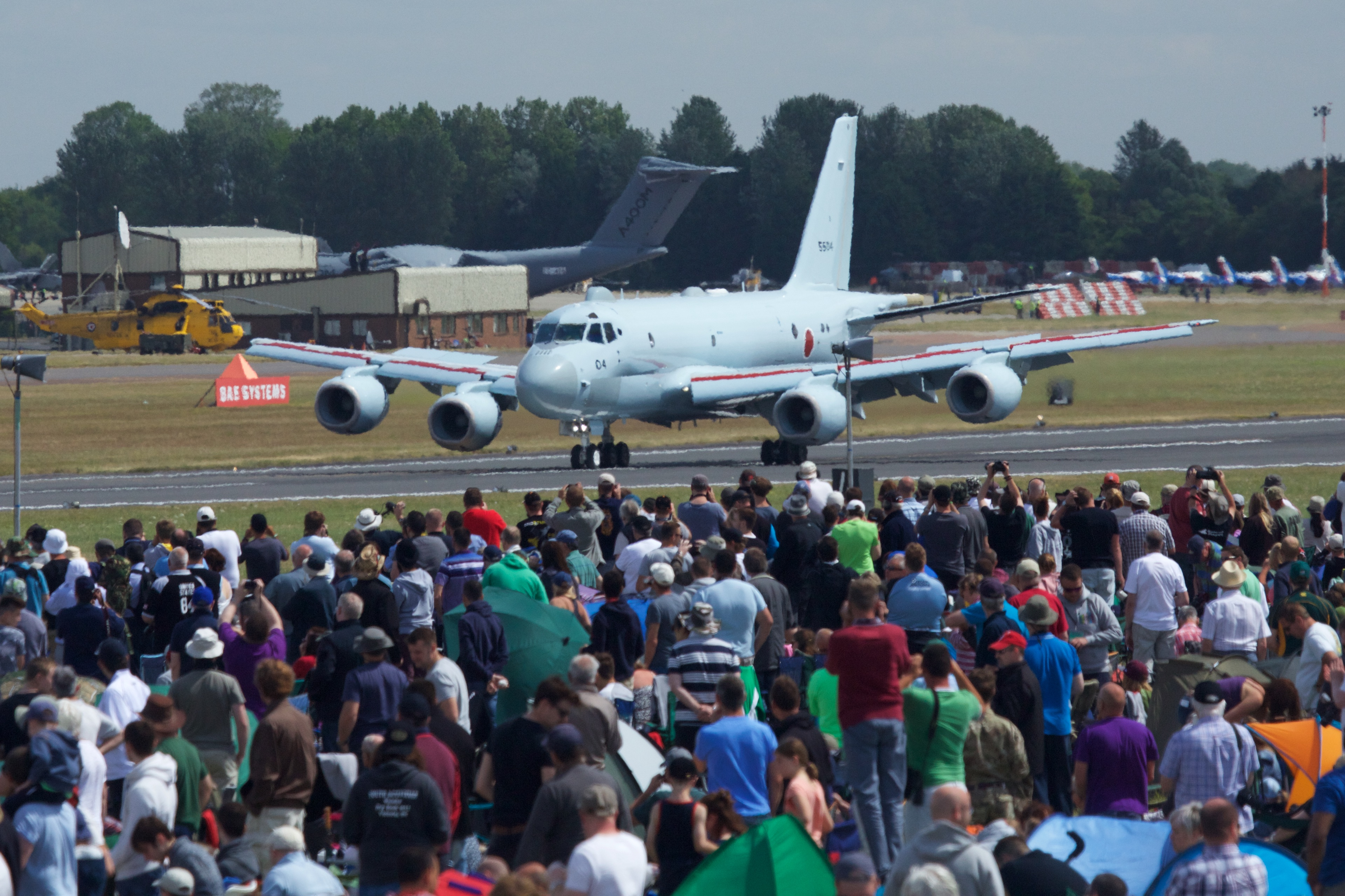
Letoun P-1 byl roku 2015 předveden na britském leteckém dni Royal International Air Tattoo

Počátkem roku 2015 se objevily spekulace, že by hlídkové letouny P-1 mohlo zakoupit Spojené království jako náhradu za vyřazené letouny BAE Systems Nimrod MRA4.
V roce 2025 média informovala o možném zájmu Itálie o typ P-1. Své námořní hlídkové letouny Breguet Atlantic země vyřadila roku 2007. Roku 2017 začala používat hlídkové letouny Leonardo P-72A, které však postrádají výzbroj.

## Specifikace (P-1)

### Technické údaje
- Posádka: 2 + 11
- Kapacita:
- Užitečný náklad:
- Rozpětí: 35,4 m
- Délka: 38 m
- Výška: 12,1 m
- Nosná plocha:
- Plošné zatížení: kg/m²
- Prázdná hmotnost: kg
- Max. vzletová hmotnost : 79 700 kg
- Pohonná jednotka: 4× dvouproudový motor IHI Corporation F7-10
- Výkon pohonné jednotky: 60 kN

### Výkony
- Cestovní rychlost: 833 kmh
- Maximální rychlost: 996 km/h
- Dolet: 8000 km
- Dostup: 13 520 m
- Stoupavost:

## Uživatelé
Japonsko
- Japonské námořní síly sebeobrany